# Anthony Benedict Modeste
Anthony Benedict Modeste (Saint George's, 30 agosto 1975) è un allenatore di calcio ed ex calciatore grenadino, di ruolo difensore, vice commissario tecnico della Nazionale grenadina.

## Caratteristiche tecniche
Era un difensore centrale.

## Carriera

### Giocatore

#### Club
Comincia a giocare in patria, al QPR. Nel 2002 si trasferisce in Giamaica, al Portmore United con cui conclude, nel 2011, la propria carriera da calciatore.

#### Nazionale
Debutta in Nazionale nel 1996. Ha partecipato, con la maglia della Nazionale, alla Gold Cup 2009 e alla Gold Cup 2011.

### Allenatore
Allena dal gennaio al giugno 2012 la Nazionale grenadina. Nel luglio 2014 viene nuovamente nominato allenatore della Nazionale grenadina. Mantiene l'incarico fino al 12 aprile 2015. Nel successivo giugno viene richiamato sulla panchina della Nazionale grenadina. Mantiene l'incarico fino all'11 marzo 2016. Il 10 febbraio 2017 viene nominato vice allenatore della Nazionale grenadina.

## Palmarès

### Giocatore

#### Club

##### Competizioni nazionali
- National Premier League: 3

Portmore United: 2002-2003, 2004-2005, 2007-2008
- Flow Champions Cup: 3

Portmore United: 2002-2003, 2004-2005, 2006-2007

#### Competizioni internazionali
- Campionato per club CFU: 1

Portmore United: 2005